# Ho Dam

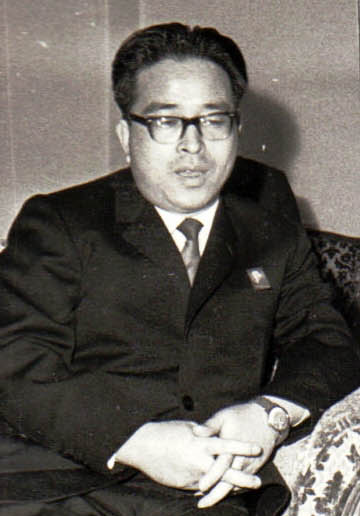
Ho Dam

Ho Dam ook gespeld: Ho Tam (Wŏnsan, 6 maart 1929 - Pyongyang, 11 mei 1991) was een Noord-Koreaans politicus.
Ho Dam studeerde enige tijd aan de Universiteit van Moskou (sinds 1948). In 1956 werd hij voorzitter van het Derde Departement van het Ministerie van Buitenlandse Zaken (verantwoordelijk voor de betrekkingen met Aziatische staten). In 1962 werd hij onderminister van Buitenlandse Zaken en in 1970 minister van Buitenlandse Zaken (tot 1983).
In november 1970 werd Ho Dam in het Centraal Comité van de communistische Koreaanse Arbeiderspartij gekozen. In 1973 werd hij vicepremier van de Administratieve Staatsraad.
In 1980 werd Ho Dam als kandidaat-lid in het Politbureau van de Koreaanse Arbeiderspartij opgenomen.

## Bron
- North Korea, a Political Handbook door: Tai Sung An (1983)